# Pješčani sat
Pješčani sat ili pješčana ura je vrsta sata; uređaja za mjerenje vremena. Sastoji se od dvaju spojenih, okomitih komora (tikvica) koje omogućuju pretakanje materijala s vrha ka dnu. Po isteku svog materijala iz gornje komore, pješčani sat se može okrenuti da bi se vremenski interval ponovo mjerio. Čimbenici koji utječu na duljinu mjerenog vremenskog intervala su količina materijala (najčešće pijeska) u satu, veličina komore, širina grla i finoća pijeska.
Pješčani satovi su postali rasprostanjeni u 14. stoljeću, zamijenivši mjerne instrumente nastale u antičko doba (sunčanici, svijeće s podiocima, vodeni satovi). Ipak, već u 16. stoljeću pješčane satove istiskuje razvoj mehaničkih satova. Danas se pješčani satovi koriste u djelatnostima gdje nije potrebno precizno mjerenje vremena (u kuhinji, u društvenim igrama) ili kao ukras.
U simbolizmu, pješčani sat simbolizira protok vremena i dan-danas, upravo zbog svoje vizualnosti protoka (računalni sustavi često imaju piktogram pješčanog sata koji obavještava korisnika da je potrebno pričekati da se određeni podaci proceseraju).